# Кальхройт
Кальхройт (нім. Kalchreuth) — громада в Німеччині, розташована в землі Баварія. Підпорядковується адміністративному округу Середня Франконія. Входить до складу району Ерланген-Гехштадт.
Площа — 10,84 км2. Населення становить 3080 ос. (станом на 31 грудня 2020).